# Хроника Холодной войны (1957 год)
Хронология Холодной войны
- 1943
- 1944
- 1945
- 1946
- 1947
- 1948
- 1949
- 1950
- 1951
- 1952
- 1953
- 1954
- 1955
- 1956
- 1957
- 1958
- 1959
- 1960
- 1961
- 1962
- 1963
- 1964
- 1965
- 1966
- 1967
- 1968
- 1969
- 1970
- 1971
- 1972
- 1973
- 1974
- 1975
- 1976
- 1977
- 1978
- 1979
- 1980
- 1981
- 1982
- 1983
- 1984
- 1985
- 1986
- 1987
- 1988
- 1989
- 1990
- 1991

- 5 января: Доктрина Эйзенхауэра обязывает Соединённые Штаты защищать Иран, Пакистан и Афганистан от коммунистических посягательств.
- 22 января: Израильские войска уходят с Синайского полуострова, который они оккупировали в 1956 году.
- 15 февраля: Андрей Громыко заступает на пост Министра иностранных дел СССР.
- 6 марта: Гана становится независимой от Великобритании в соответствии со статусом Содружества.
- 2 мая: Смерть сенатора Джозефа Маккарти, идейного вдохновителя маккартизма.
- 15 мая: Великобритания испытала свою первую водородную бомбу.
- 31 августа: Малайзия получает независимость от Соединённого Королевства.
- 1 октября: Стратегическое авиационное командование инициирует круглосуточную ядерную боевую готовность (непрерывно до её прекращения в 1991 году) в ожидании внезапной атаки советских межконтинентальных баллистических ракет.
- 4 октября:
  - Запуск Советским Союзом первого искусственного спутника Земли.
  - Презентация в Канаде нового истребителя-перехватчика «Авро Арроу».
- 3 ноября: В космос запущен «Спутник-2» с первым живым существом на борту — собакой Лайкой.
- 7 ноября: Заключительный отчёт специального комитета, созванного Президентом США Дуайтом Эйзенхауэром для проверки готовности страны к обороне, указывает на то, что Соединённые Штаты сильно отстают от СССР в ракетных возможностях, и призывает к интенсификации кампании по строительству бомбоубежищ для защиты американцев.
- 15 ноября: Советский лидер Никита Хрущёв заявляет, что Советский Союз имеет ракетное превосходство над Соединёнными Штатами, и вызывает Америку на ракетное «стрельбище», чтобы подтвердить свою правоту.
- 16—19 декабря: НАТО проводит свой первый саммит в Париже. Это первая встреча лидеров НАТО с момента подписания Североатлантического договора в апреле 1949 года.